# Paddy Hopkirk
Patrick Barron "Paddy" Hopkirk MBE, född 14 april 1933 i Belfast, död den 21 juli 2022 i Aylesbury var en brittisk rally- och racerförare.
Hopkirk tävlade framgångsrikt i standardvagnsracing och rally med BMC Mini Cooper under 1960-talet, med vinster i bland annat Monte Carlo-rallyt och Akropolisrallyt.